# Санітарія в Стародавньому Римі
Система санітарії у Стародавньому Римі, що частково походила від етрусків, значно випереджала розвиток інших міст того часу. У місті діяли складні мережі водопостачання, каналізаційні споруди, громадські лазні й туалети. Попри це, Рим не був вільним від епідемій та поширення хвороб.

## Інфраструктура

### Каналізаційні системи

#### Історія
Перші каналізаційні системи у Стародавньому Римі з'явилися приблизно у 500 році до н. е., коли римляни, орієнтуючись на досвід етрусків, почали будувати підземні канали. Спершу це були прості дренажні споруди, які відводили дощову воду, аби не змивало ґрунт. Також ними осушували болота, зокрема Понтійські, та заболочені русла. На початку каналізація розвивалась повільно і служила здебільшого для зливових вод і осушення територій. Вона не мала серйозних покращень аж до створення Клоаки Максіми — спочатку відкритого, а згодом засипаного каналу, який став одним із найвідоміших інженерних споруд стародавнього Риму. За більшістю джерел, його побудували ще за часів трьох етруських царів у VI столітті до н. е. Головною метою Клоаки було осушення заболоченої місцевості навколо Римського форуму. Деякі дослідники вважають, що ми не маємо достатньо даних, щоб точно оцінити, наскільки вона була ефективною. Проте інші впевнені, що через цю систему проходили величезні обсяги нечистот і води — мова йде про мільйони фунтів.
Поряд з розвитком Клоаки Максіма були побудовані й інші каналізаційні системи. Багато з них були пов'язані між собою. Зрештою, було прийнято закон для захисту невинних перехожих від нападів з боку сміття, викинутого на вулицю. Порушники були зобов'язані відшкодувати збитки тому, в кого потрапили їхні відходи, якщо ця особа отримала травму. Вважається, що цей закон діяв лише вдень, бо тоді не було виправдання темрявою за заподіяння шкоди іншому недбалим поводженням з відходами. За часів правління Агріппи на посаді едила у 33 році до нашої ери, Клоака Максима була значною мірою реконструйована та відреставрована. Страбон, грецький автор, який жив приблизно з 60 року до нашої ери до 24 року нашої ери, захоплювався винахідливістю римлян у своїй «Географії», пишучи:
Каналізація, перекрита склепінням із щільно прилягаючих каменів, місцями має місце для проїзду возів із сіном. А кількість води, що подається до міста акведуками, така велика, що річки, так би мовити, протікають через місто та каналізацію; майже в кожному будинку є резервуари для води, труби та рясні потоки води…Коротше кажучи, стародавні римляни мало замислювалися про красу Риму, бо були зайняті іншими, важливішими та необхіднішими справами.
Близько 100 року нашої ери почалося пряме підключення будинків до каналізації, і римляни завершили будівництво більшої частини інфраструктури каналізаційної системи. По всьому місту було прокладено каналізацію, яка обслуговувала громадські та деякі приватні туалети, а також слугувала звалищем для будинків, не підключених безпосередньо до каналізації. Здебільшого це були заможні люди, чиї будинки були підключені до каналізації через виходи, що проходили під продовженням туалету.

### Будівництво
Римляни мали складну систему каналізації, покриту камінням, дуже схожу на сучасну каналізацію. Відходи, що змивалися з туалетів, стікали центральним каналом у головну каналізаційну систему, а звідти — у сусідню річку або струмок. Однак, для римлян не було рідкістю викидати відходи з вікон на вулиці (принаймні, за словами римських сатириків). Незважаючи на це, римське управління відходами викликає захоплення за свої інновації.
Система з одинадцяти римських акведуків забезпечувала мешканців Риму водою різної якості, найкраща з яких використовувалася для питних потреб. У громадських лазнях та туалетах використовувалася вода гіршої якості. Системи туалетів, які змивали відходи потоком води, були знайдені в багатьох місцях, таких як Хаустедс, римська фортеця на Адріановому валу, у Помпеях, Геркуланумі та інших місцях.

### Громадські туалети
Громадські туалети (латрини) є найкраще збереженою пам'яткою римського форту Хаусстедс на Адріановому валу. Солдати сиділи на дерев'яних дошках з отворами, якими був застиланий один великий окоп. Вода текла великим ровом біля ніг солдатів.
Загалом, бідніші мешканці використовували горщики, які вони повинні були спорожняти в каналізацію, або відвідували громадські туалети. Громадські вбиральні датуються II століттям до нашої ери. Навмисно чи ні, вони стали місцями для спілкування. Довгі сидіння, схожі на лави, з прорізами у формі замкової щілини, що прорізалися рядами, забезпечували мало приватності. Деякі туалети були безкоштовними, за інші стягувалася невелика плата.

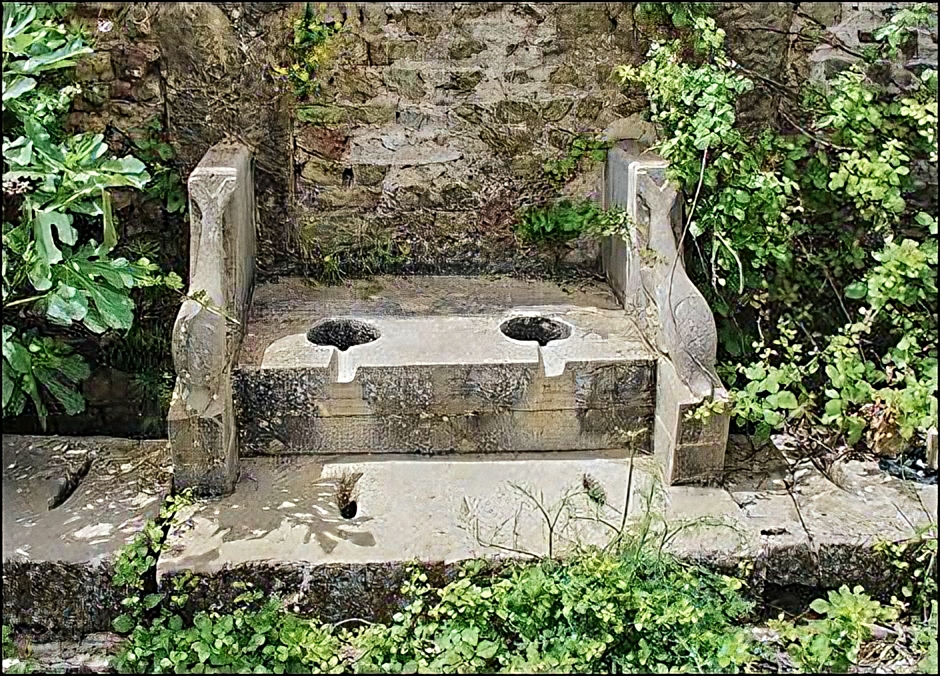
Подвійна вбиральня на римських руїнах Тімгада в Алжирі.

За словами лорда Амулрі, місце вбивства Юлія Цезаря, Зала курії в театрі Помпея, було перетворено на громадську вбиральню через безчестя, свідком якого воно стало. Каналізаційна система, подібна до невеликого струмка чи річки, протікала під ним, несучи стічні води до великої клоаки.
Римляни переробляли стічні води з громадських лазень, використовуючи їх як частину потоку, що змивав туалети. Теракотові труби використовувалися у водопроводі, який відводив стічні води з будинків. Римляни першими почали герметизувати труби в бетоні, щоб протистояти високому тиску води, що виникає в сифонах та інших місцях. Починаючи приблизно з V століття до нашої ери, едили, серед інших своїх функцій, контролювали санітарні системи. Вони також відповідали за ефективність дренажних та каналізаційних систем, очищення вулиць, запобігання неприємним запахам та загальний нагляд за лазнями.
У першому столітті нашої ери римська каналізаційна система була дуже ефективною. У своїй «Природній історії» Пліній зазначив, що з усіх досягнень римлян каналізація була «найбільш визначним твором з усіх».

### Акведуки

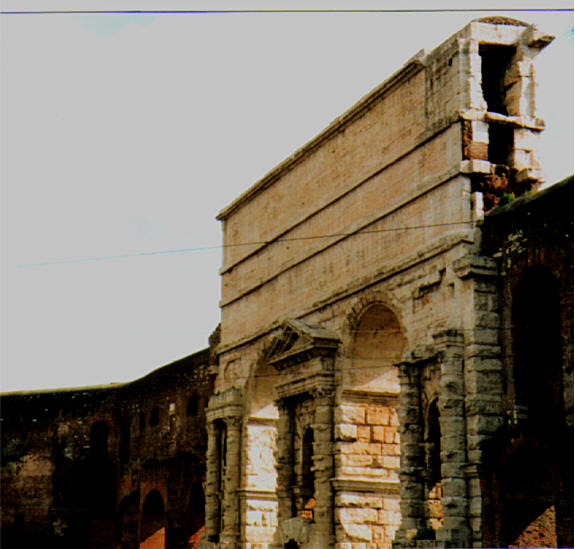
Залишки акведуків Аква Клаудія та Аніо Новус, інтегрованих у стіну Авреліана

Акведуки забезпечували великі обсяги води, яка — після пиття, купання та інших потреб — змивалася через каналізацію. Система з одинадцяти акведуків постачала воду до міста аж з річки Аніо. Аніо Новус та Аква Клаудія були двома найбільшими системами. Систему розподілу було ретельно розроблено таким чином, щоб усі стічні води стікали в Cloaca Maxima.
Управління та обслуговування, пов'язані з підтримкою проточності акведуків, добре описані Фронтіном, полководцем, призначеним імператором Нервою комісаром з питань води наприкінці першого століття нашої ери. Він описав свою роботу над системою розподілу в праці «De aquaeductu», опублікованій наприкінці першого століття нашої ери. Коли його вперше призначили, він обстежив і наніс на карту всю систему, а також прагнув розслідувати численні зловживання водопостачанням, такі як незаконне підключення до труб. Він також систематизував обслуговування акведуків за допомогою бригад спеціально навчених робітників. Він також намагався розділити водопостачання, щоб вода найкращої якості використовувалася для пиття та приготування їжі, тоді як вода другої якості надходила до фонтанів, лазень і, нарешті, каналізації.

Пон-дю-Гар у Франції

Римську систему скопіювали в усіх провінційних містах Римської імперії, і навіть у віллах, які могли дозволити собі сантехніку. Римські громадяни очікували високих стандартів гігієни, а армія також була добре забезпечена туалетами та лазнями, або термами. Акведуки використовувалися повсюди в імперії не лише для постачання питної води приватним будинкам, а й для задоволення інших потреб, таких як зрошення, громадські фонтани та терми. Дійсно, багато провінційних акведуків збереглися в робочому стані й донині, хоча й модернізовані та оновлені. З одинадцяти стародавніх акведуків, що обслуговували Рим, вісім входили до Риму близько один до одного на Есквілінському пагорбі. Також першим акведуком був Аква Аппія, побудований у 312 році до нашої ери цензором Аппієм. Іншим важливим акведуком для римської санітарії був Аква Марція, збудований між 144—140 роками до нашої ери, який забезпечував Рим великою кількістю якісної води. Одним з акведуків, що мав важливе значення для Риму, був Траянський, який брав воду з чистих джерел північних і західних схилів над озером Браччано. Кажуть, що «римляни повністю усвідомлювали важливість рясного та повноцінного постачання води для побутових потреб та здоров'я громади». Амулрей стверджував, що протягом 441 року після будівництва Риму, він залежав від води з Тибру для пиття та інших побутових потреб, але в 312 році до нашої ери Аппій Клавдій Красс забезпечив Рим водою з джерел Альбанських пагорбів і доставив її споживачам за допомогою акведуків. У нотатках Амулре стверджується, що ця практика відповідає вченню Гіппократа: слід відмовлятися від стоячої води, а не від джерельної води з пагорбів чи дощової води.
Римське сміття часто залишали накопичуватися у провулках між будівлями в бідних районах міста. Іноді воно ставало настільки густим, що потрібні були сходинки. На жаль, система не передбачала збирання сміття від дверей до дверей, що призводило до безладного його викидання, зокрема й до легковажного викидання відходів просто з вікон. Унаслідок цього рівень вулиць у місті поступово підвищувався, адже нові будівлі зводилися поверх уламків і сміття.

## Вплив на здоров'я
Попри наявність великої кількості труб, громадських вбиралень, лазень та іншої інфраструктури, епідемії та захворювання залишались поширеним явищем. Більшість житлових будівель не мали підключення до централізованої каналізації. У деяких інсулах — багатоповерхових будинках — на першому поверсі могли бути туалет і фонтан, але це не заважало мешканцям верхніх поверхів просто виливати відходи прямо на вулицю. Організованого прибирання сміття в місті не існувало, тому антисанітарія сприяла поширенню хвороб у багатьох районах.
Терми відомі як символ «великої гігієни Риму». Лікарі зазвичай прописували своїм пацієнтам ванни. Як наслідок, хворі та здорові іноді купалися разом. Хворі зазвичай надавали перевагу відвідуванню лазень вдень або вночі, щоб уникати здорових, але лазні не постійно чистилися. Це означає, що здорові, які купаються наступного дня, можуть заразитися від хворих, які купалися попереднього дня.
Туалети можна було знайти в багатьох місцях, таких як лазні, форти та Колізей. Римляни витиралися після дефекації морською губкою на паличці під назвою tersorium. Це можуть використовувати всі, хто користується туалетом, або люди можуть принести свою власну губку. Щоб почистити губку, її промивали у відрі з водою та сіллю або оцтом. Це стало розсадником бактерій, що спричинило поширення хвороб у туалеті. Вважається, що римляни використовували морські губки на паличці, які вмочували в оцет після дефекації.
Було широко поширене поширення кількох видів гельмінтів (кишкових червів), які спричиняли дизентерію.

## Відомі давньоримські системи водопостачання та каналізації
- Римський акведук, водопостачання
- Cloaca Maxima, давньоримська каналізаційна система